# 紫喉林星蜂鸟
是雨燕目蜂鸟科的一种鸟类。
紫喉林星蜂鸟体重约3.1克，翼长约35.7毫米，嘴峰长约17.4毫米，喙宽度约1.5毫米，喙厚度约1.3毫米，跗蹠长约3.9毫米，尾长约26.8毫米。紫喉林星蜂鸟在其分布区内为留鸟，其栖息在半开放的高大树木组成的森林中，食性为草食性，主要食物来源是植物的花蜜。
紫喉林星蜂鸟分布于巴拿马东部至哥伦比亚西部和厄瓜多尔西南部。该物种是单型物种，没有亚种分化。